# Ernest Lörtscher
Ernest Lörtscher (* 15. März 1913; † 8. April 1994 in Lens) war ein Schweizer Fussballspieler, der mit Servette FC Genève in den Jahren 1933, 1934 und 1940 dreimal die Schweizer Meisterschaft errungen sowie von 1934 bis 1938 in der Fussballnationalmannschaft 21 Länderspiele absolviert hat.

## Laufbahn

### Verein
Die ersten Meisterschaftserfolge erlebte der zumeist als linker Aussenläufer oder Verteidiger eingesetzte Lörtscher in den Runden 1932/33 und 1933/34 unter Trainer Karl Rappan. Erst im Entscheidungsspiel am 2. Juli 1933 in Bern setzten sich die „Grenats“ aus dem Stade des Charmilles gegen den Champion der Gruppe eins, Grasshopper Club Zürich, durch und holten sich mit einem 3:2-Erfolg die Meisterschaft 1933. Ab der Runde 1933/34 wurde die Meisterschaft in der eingleisigen Nationalliga A ausgetragen. Mit drei Punkten Vorsprung gelang den „Servettiens“ vor GCZ die Titelverteidigung. In 30 Ligaspielen bekam die Abwehr um Frank Séchehaye, Albert Guinchard und Lörtscher lediglich 29 Gegentreffer. Der Angriff erzielte 100 Treffer und Sturmführer Leopold Kielholz holte sich mit 40 Goals den Titel des Torschützenkönigs. GC revanchierte sich im Cup-Final und gewann mit einem 2:0-Sieg gegen den Meister den Cup 1934. In der Runde 1934/35 kamen Lörtscher und seine Mannschaftskollegen mit einem Punkt Rückstand hinter Lausanne-Sports zur Vizemeisterschaft. In den nächsten Jahren – 1935/36 bis 1938/39 – spielten die „Granatroten“ keine Rolle bei der Meisterschaftsvergabe in der Nationalliga A. Im Cup-Wettbewerb zog Lörtscher dagegen mit seiner Mannschaft 1936 und 1938 in den Final ein, musste aber beide Male gegen Young Fellows Zürich beziehungsweise GCZ den Platz als Verlierer verlassen. Nach dem vierten Rang 1938/39 gewann Lörtscher mit Spielertrainer André „Trello“ Abegglen und den Mitspielern Roger Feutz, Numa Monnard, Eugène Walaschek, Albert Guinchard, Willy von Känel, Andre Belli und Lucien Pasteur 1939/40 seine dritte Meisterschaft mit Servette. Mit 13 Punkten vor dem FC Grenchen wurde im ersten Kriegsjahr diese Meisterschaft gewonnen. Georges Aeby holte sich mit 22 Toren die Torschützenkrone. Im Cup verlor Lörtscher aber am 14. April 1941 auch seinen vierten Final und beendete im Sommer 1943 seine Laufbahn bei Servette.

### Nationalmannschaft, 1934 bis 1938
Als Servette in der Runde 1933/34 erneut die Meisterschaft gewann, debütierten am 11. März 1934 in Paris beim Länderspiel gegen Frankreich die beiden Genfer Aussenläufer Albert Guinchard und Ernest Lörtscher in der „Nati“. Durch ein Tor des Mannschaftskameraden Leopold Kielholz wurde das Spiel mit 1:0 gewonnen. Es standen aber auch noch die weiteren Servette-Akteure Frank Séchehaye, Alexander Laube und Raymond Passello im siegreichen Team der Schweizer. Zwischen seinem dritten und vierten Länderspieleinsatz – 27. Januar 1935 und 21. Februar 1937 – vergingen aber zwei Jahre ohne Berufung in die „Nati“. Mit dem Spiel am 21. Februar 1937 in Prag gegen die Tschechoslowakei feierte Lörtscher sein Comeback in der Länderauswahl und bildete dabei mit Albert Guinchard und Sirio Vernati die Läuferreihe. Mit dem Spiel am 19. September 1937 in Wien gegen Österreich übernahm Trainer Karl Rappan die sportliche Leitung der Schweizer Nationalmannschaft. Der Servette-Debütant Eugene Walaschek bildete dabei mit Vereinskamerad Georges Aeby den linken Flügel. Hermann Springer, Sirio Vernati und Ernest Lörtscher wurden von Rappan in der Läuferreihe aufgeboten. Mit der kompletten späteren WM-Abwehr – Willy Huber, Severino Minelli, August Lehmann, Hermann Springer, Sirio Vernati, Ernest Lörtscher – trotzte die Schweiz am 6. Februar 1938 in Köln vor 78.000 Zuschauern Gastgeber Deutschland ein 1:1-Remis ab. Am 1. Mai gehörte Lörtscher der Mannschaft an, die in Mailand das WM-Qualifikationsspiel mit 2:1 Toren gegen Portugal gewinnen konnte und sich damit für die Fussball-Weltmeisterschaft 1938 in Frankreich qualifiziert hatte. Am historischen 2:1-Erfolg am 21. Mai 1938 in Zürich gegen England hatte der Mann aus Genf durch sein ausgezeichnetes Spiel gegen den englischen Starrechtsaussen Stanley Matthews seinen besonderen Anteil. 
Bei der Fussballweltmeisterschaft in Frankreich absolvierte Lörtscher alle drei Turnierspiele. Das Spiel am 4. Juni in Paris gegen Großdeutschland endete 1:1 nach Verlängerung. Im Wiederholungsspiel am 9. Juni unterlief ihm ein Eigentor zum 0:2-Rückstand, das erste in der WM-Geschichte. Aber die Schweiz gewann noch 4:2 gegen die aus Österreichern und Deutschen zusammengesetzte deutsche Mannschaft. Am 12. Juni unterlag die Schweiz in Lille gegen Ungarn. Mit seinem 21. Länderspieleinsatz am 18. September 1938 in Dublin gegen Irland endete seine Laufbahn in der Nationalmannschaft der Schweiz.